# Železná (Praha)
Železná ulice (německy Eisengasse) na Starém Městě v Praze spojuje Staroměstské náměstí s Ovocným trhem a Rytířskou ulicí.

## Historie a názvy
Na počátku 15. století měla název ulice "Železníků", který se postupně změnil na současný.

## Významné budovy a místa
- Dům u Zlatého pštrosa - Železná 14[2]
- Dům U Zlatého hroznu - na rohu Železné a Kamzíkové ulice[3]
- Dům u Červeného jelena - Železná 16[4]
- Dům U Černého medvěda - Železná 18[5]
- Dům u Ruky - Železná 20[6]
- Dům U Goliáše - na rohu Železné a Havelské ulice, postaven v roce 1898[7]